# Teatro Yagüez
El Teatro Yagüez se localiza en la isla de Puerto Rico es un edificio histórico que hoy es un Teatro para presentaciones artísticas. Se encuentra en las calle Candelaria (antes Calle McKinley) y las Dr. Basora, en la ciudad de Mayagüez. Consiste en la Sala Lucy Boscana y el Café-Teatro Roberto Cole.
Originalmente fue construido por Francisco Maymón Palmer en 1909. Los padres del Sr. Maymon emigraron a Puerto Rico desde Italia en el siglo XIX.
Francisco compró el terreno donde se asienta hoy el Yagüez alrededor de 1905. La construcción del primer edificio del Teatro Yagüez comenzó alrededor de 1907, y la inauguración oficial fue en 1909. Los materiales incluyeron cemento importado de Alemania, techos interiores de Italia y azulejos y alfombras de España. Una joya arquitectónica, el Teatro Yagüez comenzó como una ópera neo-barroca, para años más tarde convertirse en una sala de cine mudo.

## Historia
Este teatro fue declarado monumento histórico en 1977 y su construcción data del 1920. La estructura original del Teatro Yagüez fue un edificio de madera construido en 1909, pero en el 1919 la estructura fue destruida por un incendio. En Puerto Rico el Teatro Yagüez es conocido con "La Catedral del Arte Sonoro".
Entre los años 20 al 40, todas las compañías españolas y suramericanas que visitaban Puerto Rico se presentaban primero en el Teatro Tapia de San Juan y luego en el Teatro Yagüez de Mayagüez. Su bella fachada actual es impresionante, con entrada principal en la calle De la Candelaria. Su interior es admirable por sus palcos, balcones y una galería en forma de herradura similar a los teatro europeos de principio del siglo pasado, diseñado para obras de teatro, así como para óperas, operetas y zarzuelas.
Este teatro histórico sirve como centro cultural, artístico y educativo. Está ubicado en la Calle de la Candelaria, a una cuadra al oeste de la Plaza de Recreo Colón.